# Tecnocentrismo

Tecnocentrismo es la falacia que refiere todas las cuestiones a la mejor o peor calidad de la tecnología disponible.
Se refiere a una visión cerrada, la cual está enfocada en el desarrollo de la tecnología y se le otorga la culpa de ciertos hechos, en diversos ámbitos de la sociedad. Es decir nos encontramos en una sociedad tecnocéntrica, cuando las tecnologías son aplicadas en nuestro diario vivir, y cada día somos más dependientes de ellas. El concepto es por primera vez utilizado por el matemático, científico y educador del MIT, Seymour Papert enfocándose principalmente en el ámbito de la educación y todos los efectos que produce la tecnología en esta. 

## Diferentes enfoques
Una visión tecnocentríca de la vida se puede aplicar sobre diferentes aspectos de la sociedad, como lo pueden ser la educación, la economía, la ecología entre otros. Por ejemplo existe la respuesta del tecnocentrismo frente a la teoría ecocéntrica. A pesar de esto la visión más desarrollada que existe en la actualidad sobre el tecnocentrismo, es la aplicada a la educación.

### Tecnocentrismo en la educación
En la educación, el tecnocentrismo puede ser percibido como el situar la tecnología por encima de la pedagogía y la didáctica, olvidando que su incorporación no es un problema tecnológico, sino (independientemente del económico) de carácter cultural, social y formativo.
Por otra parte una visión tecnocéntrica del e-learning llevará a centrar los esfuerzos (en particular los
esfuerzos financieros) en utilizar tecnologías sofisticadas, como videoconferencia por Internet o bien vía satélite,
sistemas multimedia con mucha imagen y sonido, entre otros. O bien nos hará fijarnos sobre todo en las funcionalidades
de la plataforma e-learning, en el tipo de ordenador que podemos comprar, etc. Esto puede parecer muy necesario o deseable, pero esto desencadena que si evaluamos el aprendizaje obtenido, muchas veces se verá sesgado por lo determinante que es la tecnología en la educación,  y nos veremos enfrentados ante una evaluación tecnocéntrica del aprendizaje.

#### Según Papert

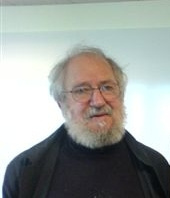
Papert, el padre del tecnocentrismo como concepto

El reconocido educador Seymour Papert nos dice:

«¿Tendrá la tecnología tal o cual efecto? ¿Lograremos mejorar las habilidades aritméticas de los niños empleando las computadoras en la enseñanza de las matemáticas, o provocaremos con ello que se vuelvan perezosos para realizar sumas, debido a que las calculadoras lo pueden hacer en su lugar? ¿Serán nuestros niños escritores más creativos gracias a los procesadores de palabras, o perderán con éstos toda destreza para la escritura manual?¿Aumentará con estas máquinas su creatividad o tenderán a pensar en forma mecánica y repetitiva? ¿Mejorará su capacidad de comunicación interpersonal o buscarán aislarse unos de otros? Estas preguntas ilustran el tipo de pensamiento tecnocéntrico.  También lo hacen las que plantean si es adecuado tal o cual uso que se le dé a estas máquinas (las computadoras). ¿Basta con repetir operaciones aritméticas para mejorar el desempeño de los niños en esta materia? ¿Puede lograrse con Logo una mentalidad más matemática?
Estas son preguntas interesantes, por supuesto, pero no son fundamentales.»

Además de lo anterior, Papert resalta que:

«La discusión acerca de cómo utilizar la computadora en la educación refleja problemas más profundos relacionados con la filosofía y la teoría educativa.  Mucho antes de que surgieran estas máquinas, los educadores no sabían a ciencia cierta si la educación debería consistir en enseñar hechos y habilidades, o si debería conducir al desarrollo personal.  Esta división se agudiza con la aparición de la computadora.  Con todo, incluso estos debates originan cuestionamientos aún más importantes sobre la teoría social y la filosofía social: ¿Qué clase de personas queremos? ¿Qué clase de ciudadanos?  Deseamos individuos que se sientan con el poder de tomar sus propias decisiones y de planear sus vidas, o preferimos ciudadanos que acepten seguir las instrucciones y los programas que otros habrán formulado para ellos?[...]En muchos aspectos nos encontramos todavía en la etapa tecnocéntrica.  Nuestros pensamientos reflejan una clase de materialismo primitivo: creemos que la tecnología determina nuestro pensamiento.  Esta idea es casi tan incorrecta como la noción optimista de que nuestra opinión sobre la educación va a decidir cómo la vamos a llevar a la práctica.  Es evidente que necesitamos una propuesta mucho más interactuante para poder resolver estas cuestiones.»

Desde esta base es que Papert sienta el origen de lo que sería su teoría del construccionismo. El aprendizaje construccionista involucra a los estudiantes y los anima a sacar sus propias conclusiones a través de la experimentación creativa y la elaboración de los objetos sociales, respondiendo así a las preguntas formuladas por Papert.

### Tecnocentrismo en la ecología
Hay quienes adoptan el tecnocentrismo como respuesta ante el ecocentrismo, y como solución a la problemática medioambiental. Esta filosofía basa sus valores en la tecnología, y reconoce su potencial para afectar, controlar, e incluso proteger el medio ambiente. Los tecnocentristas creen que los humanos tienen el control de la naturaleza, por medio de la tecnología, y por tanto seríamos superiores a ésta. Aunque aceptan que los problemas medioambientales existen, no los ven como problemas a ser resueltos por ellos mismos, sino que serían resueltos por medio de la ciencia